# Awa Diop
Awa Diop (* 1. Mai 1948 in Rufisque, Département Rufisque, Region Dakar; † 21. Juli 2021 in Dakar) war eine senegalesische Politikerin.

## Leben
Awa Diop war nach einer Ausbildung als Sekretärin im Bürgermeisteramt von Rufisque sowie danach im Krankenhaus „Aristide Le Dantec“ in Dakar tätig. Am 2. Februar 1975 trat sie nach einem Auftritt von Abdoulaye Wade in Rufisque als Mitglied der 1974 gegründeten Demokratischen Partei PDS (Parti Démocratique Sénégalais) bei. Sie zeichnete sich bald durch ihren Aktivismus und ihre Kampfbereitschaft aus und wurde insbesondere wegen „nicht genehmigter Demonstrationen“ 1988 und 1993 zweimal von der Polizei verhaftet. Sie war Mitglied des Vorstands der PDS sowie Generalsekretär der Liberalen Frauen (Femmes libérales) in Rufisque. Sie fungierte ferner erst als Vize-Generalsekretärin und später als Generalsekretärin der Femmes Liberales in der Region Dakar sowie Nationale Präsidentin der Femmes Liberales.
Bei den Wahlen am 9. Mai 1993 wurde Awa Diop für die PDS erstmals zum Mitglied der Nationalversammlung (Assemblée nationale du Sénégal) gewählt und bei den darauf folgenden Wahlen am 24. Mai 1998 und 29. April 2001 wiedergewählt. In der achten Legislaturperiode fungierte sie zwischen Mai 1993 und Mai 1998 als Sekretärin des Präsidiums der Nationalversammlung sowie in der zehnten Legislaturperiode zwischen April 2001 und Oktober 2006 als Zweite Quästorin (Deuxieme questeur). Am 16. Oktober 2006 übernahm sie im Kabinett von Premierminister das Amt als Beigeordnete Ministerin beim Premierminister (Ministre déléguée auprès du Premier ministre) und bekleidete dieses Amt auch nach den Wahlen vom 25. Februar 2007 bis zum 19. Juni 2007. Während der restlichen elften Legislaturperiode war sie daraufhin zwischen Juli 2007 und Juli 2012 wieder Zweite Quästorin.
Bei den Wahlen am 1. Juli 2012 wurde Awa Diop auf der Nationalen Liste der PDS wieder zum Mitglied der Nationalversammlung gewählt. Sie war Mitglied der Fraktion der Liberalen und Demokraten (Libéraux et démocrates). Bei den Wahlen am 30. Juli 2017 wurde sie erneut zum Mitglied der Nationalversammlung gewählt und vertrat dort die Interessen von Bambey.

## Weblink
- Eintrag auf der Nationalversammlung (Assemblée nationale du Sénégal)